# Telaranea martinii
Telaranea martinii là một loài rêu tản trong họ Lepidoziaceae. Loài này được (E.A. Hodgs.) R.M. Schust. miêu tả khoa học lần đầu tiên năm 1963.